# کورلیا آنتلمینلی
کورلیا آنتلمینلی (به ایتالیایی: Coreglia Antelminelli) یک کومونه در ایتالیا است که در استان لوکا واقع شده‌است.

## خصوصیات
کورلیا آنتلمینلی ۵۲٫۸ کیلومترمربع مساحت و ۵٬۲۲۵ نفر جمعیت دارد و ۵۹۵ متر بالاتر از سطح دریا واقع شده‌است.

## خواهرخوانده
شهر کورلیا لیگوره خواهرخواندهٔ کورلیا آنتلمینلی هست.